# حارة الشام
حارة الشام هي إحدى حارات مدينة جدة الأربعة التاريخية داخل سورها القديم، تقع الحارة شمال جدة التاريخية الواقعة وسط مدينة جدة في المملكة العربية السعودية، تقع الحارة في الجزء الشمالي من داخل السور في اتجاه بلاد الشام.

## وصلات خارجية
- موقع حارة الشام على الخريطة